# Luiz Antônio Piá
Luiz Antônio Tupinambá Teixeira Braga, mais conhecido como Luiz Antônio Piá (Santana de Parnaíba, 9 de dezembro de 1941 — São Paulo, 12 de setembro de 2023), foi um ator, roteirista e diretor de telenovelas e cinema brasileiro.

## Carreira artística

### Na televisão
- 2015 - Cúmplices de um Resgate (SBT)
- 2013 - Chiquititas (SBT) [3]
- 2012 - Carrossel (SBT) [2]
- 2012 - Corações Feridos (SBT) [2]
- 2011 - Amor e Revolução (SBT)
- 2010 - Uma Rosa com Amor (SBT)
- 2009 - Vende-se Um Véu de Noiva (SBT)
- 2008 - Água na Boca (Band)
- 2007 - Dance Dance Dance (Band)
- 2007 - Maria Esperança (SBT)
- 2005 - Os Ricos Também Choram (SBT)
- 2004 - Esmeralda (SBT)
- 1998 - Estrela de Fogo (Rede Record)
- 1998 - Do Fundo do Coração (minissérie) (Rede Record)
- 1997 - O Desafio de Elias (minissérie) (Rede Record)
- 1997 - A Turma do Arrepio (TV Manchete)
- 1996 - Dona Anja (SBT)
- 1992-1995 - Você Decide
- 1986 - Mania de Querer (Rede Manchete)  [2]
- 1984 - Partido Alto
- 1983 - Eu Prometo [2]
- 1983 - Bandidos da Falange (minissérie) [2][3]
- 1982 - Lampião e Maria Bonita (minissérie)  [2]
- 1979 - Plantão de Polícia (seriado)  [2]

### No cinema
- 1971 - Soninha toda pura [2]
- 1976 - As Massagistas Profissionais [2]
- 1978 - Sexo e Violência em Búzios[3]
- 1978 - O Homem de Seis Milhões de Cruzeiros contra as Panteras[3]
- 1976 - Tem Alguém na Minha Cama (episódio: Dois em cima, dois embaixo e dois olhando)
- 1976 - O Varão de Ipanema [2][3]